# Ökumenewerk der Nordkirche

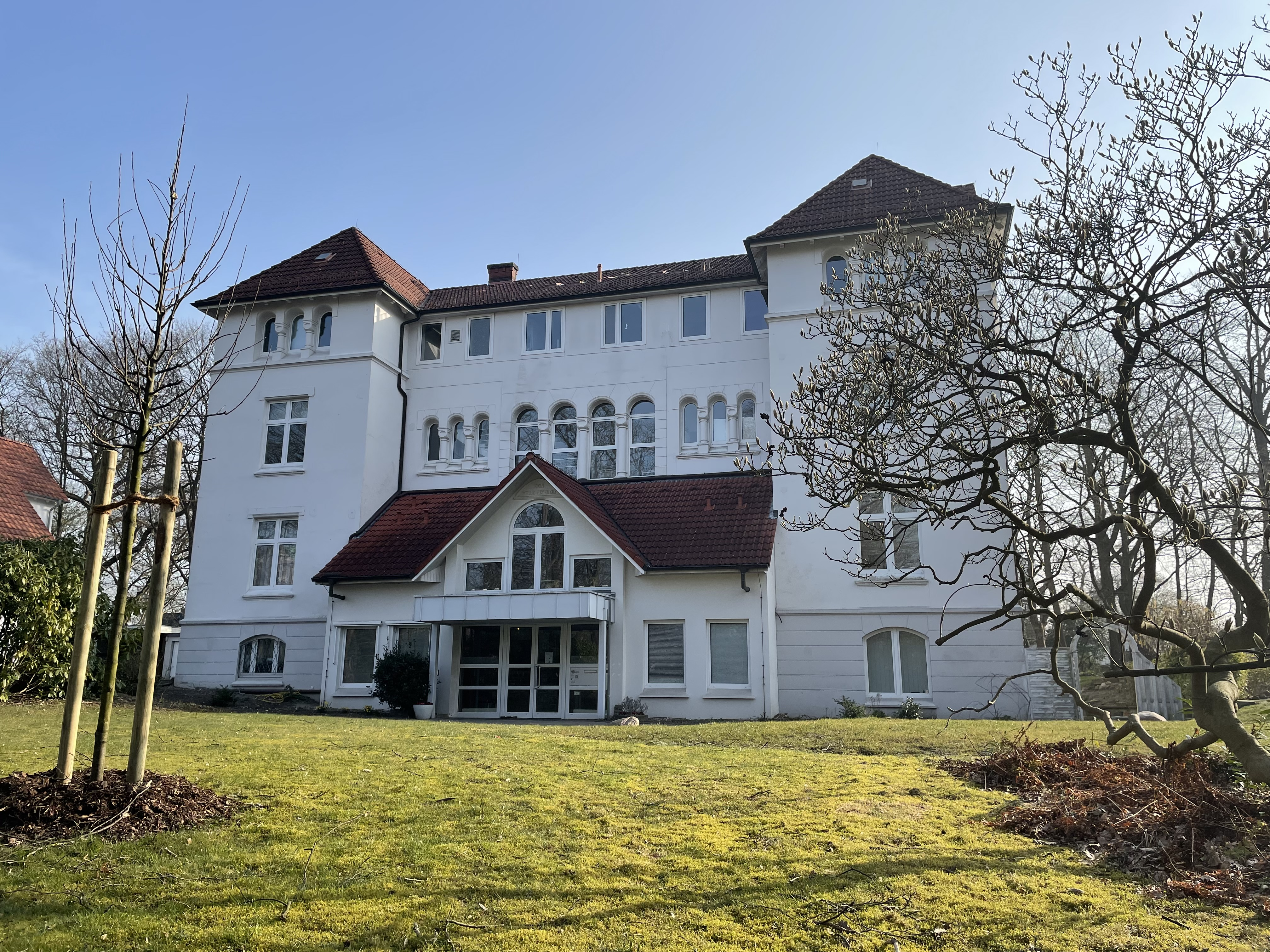
Geschäftsstelle des Ökumenewerk der Nordkirche in Hamburg-Othmarschen

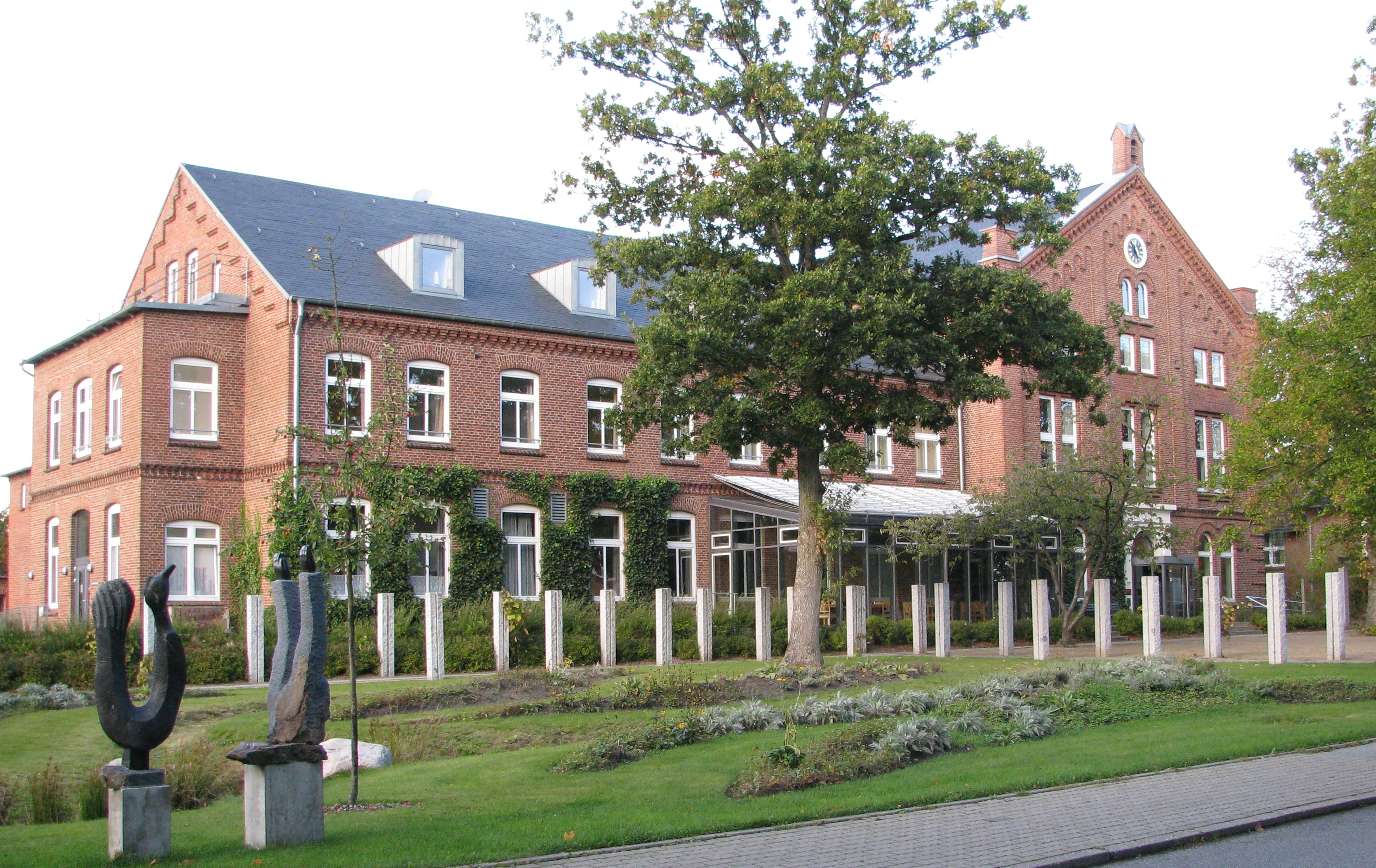
Christian-Jensen-Kolleg in Breklum

Das Ökumenewerk der Nordkirche (ehemals Zentrum für Mission und Ökumene – Nordkirche weltweit, abgekürzt: ZMÖ; davor: Nordelbisches Zentrum für Weltmission und Kirchlichen Weltdienst, abgekürzt: NMZ) ist ein altrechtlicher Verein und ein rechtlich selbständiges Werk der Evangelisch-Lutherischen Kirche in Norddeutschland. Der Sitz befindet sich in der nordfriesischen Gemeinde Breklum. Die Geschäftsstelle ist in Hamburg-Othmarschen.

## Geschichte
Im Jahr 1876 gründete der Pastor Christian Jensen im nordfriesischen Breklum die Schleswig-Holsteinische Evangelisch-Lutherische Missionsgesellschaft. Die ersten Missionare der Gesellschaft gingen nach Indien und in die USA, dann folgten Tansania, China und Papua-Neuguinea. Die Arbeit der Breklumer Mission war seit ihrem Bestehen mit einem hohen Maß an sozialer Verantwortung verbunden. Aus dem damaligen Nordelbischen Missionszentrum gingen Schulen, Krankenhäuser und Waisenhäuser hervor.
Die Missionstätigkeit kam während der beiden Weltkriege weitgehend zum Erliegen. 1945 wurde das Vorhaben im Rahmen des Katechetischen Amtes Breklum neugegründet und ab 1948 unter der Bezeichnung Breklumer Seminar für missionarischen und kirchlichen Dienst fortgeführt. Mit dem Ende der 1960er Jahre schien reine Missionsarbeit nicht mehr zeitgemäß, daher traten die soziale und diakonische Arbeit immer mehr in den Vordergrund.
1971 wurde die Missionsgesellschaft zu einem selbständigen Werk der Nordelbischen Kirche und erhielt den Namen Nordelbisches Zentrum für Weltmission und Kirchlichen Weltdienst – Kurzform: Nordelbisches Missionszentrum (NMZ). Nach der Fusion der Nordelbischen Kirche in die Evangelisch-Lutherische Kirche in Norddeutschland („Nordkirche“) kam es zur Umbenennung in Zentrum für Mission und Ökumene – Nordkirche weltweit.
Am 26. Januar 2024 wurde das Zentrum für Mission und Ökumene mit den ökumenischen Diensten und Werken des Hauptbereiches Mission und Ökumene der Nordkirche fusioniert und in „Ökumenewerk der Nordkirche“ umbenannt. Es vermittelte die Erfahrungen und Impulse aus seinen Partnerkirchen.

## Tätigkeiten
Das Ökumenewerk der Nordkirche unterhält Kontakte zu Kirchen, ökumenischen Einrichtungen und Nichtregierungsorganisationen in Asien, Afrika, Europa, Lateinamerika, im Nahen Osten und im Pazifikraum. Es ist Ansprechpartner für Mission, interreligiösen Dialog, Ökumene und Entwicklungsthemen. Es fördert kirchliche, soziale, medizinische und Bildungsprojekte in den Partnerländern. Mit seinen Partner engagiert es sich für Gerechtigkeit, Frieden und die Bewahrung der Schöpfung.